# 神山進
神山 進（こうやま すすむ、1948年10月 - ）は、日本の社会心理学者・経済学者。博士（経済学）（京都大学）。滋賀大学名誉教授。

## 来歴
1948年滋賀県に生まれる。1972年に滋賀大学経済学部を卒業後、神戸大学大学院経営学研究科博士前期課程に進学し、1974年にこれを修了。滋賀大学経済短期大学部助手、滋賀大学助教授、1993年教授、2014年定年退任、名誉教授。専門は消費者心理学、消費社会論。博士（経済学）（京都大学）の学位を取得。学位論文のタイトルは「消費者の心理と行動ーリスク知覚とマーケティング対応」。

## 年譜
- 1948年 - 滋賀県にて出生
- 1972年 - 滋賀大学経済学部卒業
- 1974年 - 神戸大学大学院博士前期課程修了
- 1974年 - 滋賀大学経済短期大学部助手
- 1985年 - 日本繊維製品消費科学会奨励賞受賞
- 1993年 - 滋賀大学経済学部教授
- 1994年 - 日本繊維製品消費科学会論文賞受賞
- 1996年 - 日本社会心理学会島田賞受賞
- 2009年 - 日本繊維製品消費科学会功績賞受賞

## 著書

### 単著
- 『被服心理学』（光生館、1985年）
- 『衣服と装身の心理学』（関西衣生活研究会、1994年）
- 『経営産業心理学パースペクティブ』（誠信書房、1994年）
- 『記号と情報の行動科学』（福村出版、1994年）
- 『消費者の心理と行動―リスク知覚とマーケティング対応』（中央経済社、1997年）

### 共著
- 『経営心理学トピックス100』（有斐閣、1995年）
- 『社会心理学への招待』（誠信書房、1995年）

### 編著
- 『被服行動の社会心理学』（北大路書房、1999年）

### 共編著
- 『被服と化粧の社会心理学―人はなぜ装うのか』（北大路書房、1996年）
- 『まとう―被服行動の心理学』（朝倉書店、1996年）

### 訳書
- 『被服と身体装飾の社会心理学―装いのこころを科学する〈上巻〉』（監訳 北大路書房、1994年）
- 『被服と身体装飾の社会心理学―装いのこころを科学する〈下巻〉』（監訳 北大路書房、1994年）
- 『外見とパワー』（監訳 北大路書房、2004年）

## 論文
- 国立情報学研究所収録論文 国立情報学研究所

## 主な所属学会
- 社会・経済システム学会
- 日本衣服学会
- 日本家政学会
- 日本グループ・ダイナミックス学会
- 日本広告学会
- 日本繊維製品消費科学会
- 日本社会心理学会
- 米国ITAA (Intemational Textile and Apparel Association)